# Вычислительное право
Вычислительное право — это отрасль правовой информатики, касающаяся механизации юридической аргументации (приводимой людьми или компьютерами). Она выделяет явные поведенческие проблемы и не рассматривает имплицитные правила поведения. В обществе существует приверженность достаточному уровню строгости в определении законов, для того, чтобы контроль за их соблюдением можно было полностью автоматизировать.
С точки зрения теории, вычислительное право целиком находится на территории учения правового позитивизма. Учитывая акцент на строго определённых законах, вычислительное право наиболее применимо в рамках гражданского права, где законы понимаются более или менее буквально. Вычислительное право менее применимо для правовых систем, основанных на общем праве, которое оставляет больше пространства для неуточнённых нормативных соображений. Тем не менее, даже в законодательствах, основанных на общем праве, вычислительное право сохраняет актуальность в отношении категориальных законов и в тех ситуациях, когда рассмотрение дел привело к созданию определённых правил де-факто.
С прагматичной точки зрения, вычислительное право важно как основа для компьютерных систем, способных делать полезные юридические расчёты, такие как проверка соответствия, юридическое планирование, нормативный анализ и так далее. Некоторые системы такого рода уже существуют. Примером является TurboTax. И этот потенциал особенно важен сейчас благодаря недавним технологическим достижениям, в том числе распространённости Интернета в коммуникациях и распространению встроенных компьютерных систем (таких как смартфоны, беспилотные автомобили и роботы).

## История
Предположение о потенциальных преимуществах использования методов вычислительной науки и искусственного интеллекта в юридической практике датируется, по крайней мере, серединой 1940-х годов. Кроме того, приложение искусственного интеллекта к юриспруденции и вычислительное право, по всей видимости, трудно разделимы, поскольку большинство исследований в области искусственного интеллекта применительно к праву, как представляется, используют вычислительные методы. Предполагались многочисленные реализации, их связь между собой нелегко показать. Далее они представлены в хронологическом порядке, связи между ними показаны только в тех случаях, когда их можно проследить.
К 1949 году американскими учеными-правоведами была выделена т. н. «юриметрика» (jurimetrics), небольшая научно-исследовательская область, направленная на включение электронных и вычислительных методов в решение юридических задач. Хотя в целом было заявлено, что речь идёт о применении «методов науки» к закону, эти методы на самом деле были достаточно конкретно определены. Юриметрика должна была быть «связана с такими вопросами, как количественный анализ судебного поведения, применение теории коммуникации и информации для юридического выражения, использование математической логики в законе, поиск юридических данных с помощью электронных и механических средств и формулировка исчисления правовой предсказуемости». Эти интересы привели в 1959 году к созданию журнала «Современное использование логики в праве» (Modern Uses of Logic in Law) в качестве площадки, где публикуются статьи о применении таких методов, как математическая логика, инженерия, статистика и т. д. для изучения и развития области права. В 1966 году этот журнал был переименован в Jurimetrics. К настоящему времени и тематика журнала и содержание самой юриметрики как дисциплины расширились далеко за рамки компьютерных приложений и вычислительных методов к закону. Сегодня журнал публикует не только статьи по вычислительному праву, но и освещает такие юридические вопросы, как использование социальной науки в законодательстве или «политические последствия законодательного и административного контроля над наукой».
В 1958 году, независимо от основателей «юриметрики», на Конференции по механизации мысли, состоявшейся в Национальной физической лаборатории в Теддингтоне (графство Мидлсекс, Великобритания), французский юрист Люсьен Мэл представил доклад как о преимуществах использования вычислительных методов в области права, так и о потенциальных способах использования таких методы для автоматизации права, в дискуссии приняли участие такие светила в области ИИ как Марвин Минский. Мэл полагал, что закон может быть автоматизирован двумя основными, хотя и не полностью разделяемыми, типами машин. Первый тип — это «документальные или информационные машины», которые предоставляют юридическому исследователю быстрый доступ к соответствующим прецедентам и юридическим знаниям, второй тип — «консультационные машины», «способные ответить на любой поставленный перед ним вопрос по обширной области права». Машины этого типа могли бы в основном выполнять большую часть работы адвоката, просто давая «точный ответ на поставленную [юридическую] проблему».
К 1970 году машина Мэла первого, «информационного» типа, была реализована, но дальнейшим многообещающим пересечениям между ИИ и юридическими исследованиями уделялось мало внимания. Тем не менее, осталась надежда, что компьютеры смогут моделировать мыслительные процессы адвоката с помощью вычислительных методов, а затем применять эту способность для решения правовых задач, таким образом автоматизируя и совершенствуя юридические услуги за счёт повышения эффективности, а также проливая свет на характер правовых рассуждений. К концу 1970-х годов компьютерная наука и доступность компьютерных технологий развились настолько, что поиск «правовой данных с помощью электронных и механических средств» был достигнут машинами, соответствующими первому типу Мэла, которые получили широкое распространение в американских юридических фирмах. За это время были проведены исследования, направленные на достижение целей, поставленных в начале 1970-х, с помощью таких программ как Taxman. Они привносили полезные технологии в науку о праве в качестве практических вспомогательных средств и помогали определить точную природу правовых понятий.
Тем не менее прогресс по второму типу машин, который более полностью автоматизировал бы юриспруденцию, практически отсутствовал. Разработка машин, которые могли бы решать задачи, подобно «консультационным» машина Мэла пришлась на конец 1970-х и 1980-е годы. Конвенция 1979 года, принятая в Суонси (Уэльс), ознаменовала собой первые международные усилия, направленные исключительно на то, чтобы применить исследования в области искусственного интеллекта к юридическим проблемам, чтобы «подумать о том, как компьютеры могут использоваться для выявления и применения правовых норм, закрепленных в письменных источниках права». Тем не менее, прогресс, достигнутый и в следующем десятилетии, в 1980-е годы, оказался незначителен. В рецензии на книгу Анны Гарднер «Подход искусственного интеллекта к юридическому рассуждению» (An Artificial Intelligence Approach to Legal Reasoning,1987) компьютерный специалист и учёный-юрист Гарварда Эдвина Риссланд пишет: «Она играет, в частности, роль первопроходца; методы искусственного интеллекта („ИИ“) ещё не широко применяются для решения юридических задач. Поэтому Гарднер, и этот обзор, впервые описывают и определяют это поле, а затем демонстрируют рабочую модель в области предложения и принятия соглашения». Таким образом, спустя восемь лет после конференции в Суонси, исследователи ИИ и права всё ещё пытались разграничить поле, и называли друг друга «первопроходцами».
Наконец, в 1990-е и начале 2000-х годов произошёл существенный прогресс. Вычислительные исследования породили понимание закона. Первая международная конференция по искусственному интеллекту и праву состоялась в 1987 году, но именно в 1990-х и 2000-х годах конференция, проводившаяся раз в два года, стала аккумулировать разработки и углубляться в проблемы, связанные с пересечением вычислительных методов, ИИ и права. Студентам начали преподавать соответствующие дисциплины по использованию вычислительных методов для автоматизации, понимания и соблюдения закона. Кроме того, к 2005 году команда, состоящая в основном из учёных Стэнфордского университета, из группы Stanford Logic, посвятила себя изучению использования вычислительных технологий в праве. Вычислительные методы продвинулись настолько, что в 2000-х годах юристы начали анализировать, прогнозировать и беспокоиться о потенциальном будущем вычислительного права, а новая научная область исследований, вычислительная юриспруденция, к настоящему времени вполне сформировалась. Представление о том, как учёные видят в будущем закона роль вычислительного права, даёт цитата из материалов недавней конференции о «Новой Нормали» («New Normal»):

В последние 5 лет, вследствие Великой рецессии, профессия юриста вступила в эпоху Новой Нормали. В частности, ряд сил, связанных с технологическими изменениями, глобализацией, и стремление сделать больше с меньшими затратами (как в корпоративной Америке, так и в юридических фирмах) навсегда изменили индустрию юридических услуг. Как было сказано в одной статье, фирмы отказываются от найма «в целях повышения эффективности, повышение прибыли и сокращения расходов клиента». <...>Новая Нормаль предоставляет адвокатам возможность пересмотреть — и переосмыслить — роль юристов в нашей экономике и обществе. Эпоха, когда юридические фирмы пользовались, или по-прежнему пользуются, возможностью проводить совместную работу, подходит к концу, поскольку клиенты стали разделять юридические услуги и задачи. Более того, в других случаях автоматизация и технология могут изменять роли юристов, требуя от них контроля за процессами и использованием технологий, а также меньшего количества работы, которая все чаще управляется компьютерами. Потенциал роста — это не только большая эффективность для общества, но и новые возможности для юридического мастерства. Развивающееся ремесло адвокате в условиях Новой Нормали, скорее всего, потребуют от юристов овладеть предпринимательскими навыками, а также целым рядом компетенций, которые позволят им повысить свою ценность для клиентов. Что касается отмеченных выше тенденций, появляются новые возможности для «юридических предпринимателей» в различных сферах от управления правовыми процессами до разработки технологий для управления юридическими операциями (например, контролем за автоматизированными процессами) для поддержки онлайн-процессов разрешения споров. В других случаях эффективная юридическая подготовка, а также знания по конкретным областям (финансы, продажи, IT, предпринимательство, человеческие ресурсы и т. д.) могут создать мощную комбинацию навыков, дающую выпускникам юридических школ ряд новых возможностей (роли, связанные с развитием бизнеса, финансовыми операциями, подбором персонала и т. д.). В обоих случаях традиционных юридических навыков недостаточно для подготовки студентов-юристов к этим ролям. Но надлежащая подготовка, основанная на традиционной учебной программе юридического факультета и выходящая за её пределы, включая практические навыки, соответствующие знания домена (например, бухгалтерский учёт) и профессиональные навыки (например, работа в командах), предоставит студентам юридических школ огромное преимущество перед теми, кто владеет одномерным набором навыков.

Многие видят преимущества в предстоящих изменениях, вызванных вычислительной автоматизацией права. Во-первых, эксперты-юристы предсказывали, что это поможет юридической самопомощи, особенно в области заключения контрактов, планирования предприятий и прогнозирования изменений правил. Во-вторых, те, у кого есть знания о компьютерах, видят потенциал вычислительного права, которое может стать настоящим прорывом. Следовательно, могут возникнуть «консультационные» машины, о которых говорил Мэл. Выдающийся программист Стивен Вольфрам говорит:

Итак, мы медленно движемся к человеку, получившему образование в виде вычислительной парадигмы. И это хорошо, потому что, как я это вижу, вычисления станут центром в почти каждой области. Давайте поговорим о двух примерах — классических профессиях: юриспруденции и медицине. Забавно, но когда Лейбниц впервые задумался о вычислении в конце 1600-х годов, он хотел создать машину, которая бы эффективно отвечала на юридические вопросы. Тогда это было преждевременно. Но теперь, полагаю, мы почти готовы к вычислительному праву. При котором, например, контракты становятся вычислительными. Они становятся явными алгоритмами, предопределяющими, что возможно, а что нет. Знаете, отчасти это уже произошло. Как с финансовыми инструментами, такими как опционы и фьючерсы. Раньше они были просто контрактами на естественном языке. Но потом они были кодифицированы и параметризованы. Таким образом, они на самом деле просто алгоритмы, над которыми, конечно, можно выполнять мета-вычисления, что и запустило тысячу хедж-фондов и так далее. Ну, и в конечном итоге, вы сможете делать всевозможные юридические вещи, от ипотеки до налоговых кодексов, возможно, даже до патентов. Теперь, чтобы добиться этого, нам нужны способы представлять многие аспекты реального мира во всей его беспорядочности. Это суть вычислений Wolfram|Alpha, основанных на знаниях.

## Подходы

### Алгоритмическое право
Было также много попыток создать машиночитаемый или исполняемый машинный кодекс. Машиночитаемый код упростит анализ кодекса, что позволит быстро создавать и анализировать базы данных без необходимости использования передовых методов обработки текста. Понимаемый машиной формат позволял бы вводить специфику случая и возвращал бы решение по делу.
Машиночитаемый юридический код уже довольно распространен. METAlex, основанный на XML стандарт, предложенный и разработанный Лейбницским Центром права Амстердамского университета, используется правительствами Соединенного Королевства и Нидерландов для кодирования их законов. В Соединенных Штатах распоряжение президента Барака Обамы от мая 2013 года предусматривало выпуск всей государственной документации в машиносчитываемом формате по умолчанию, хотя конкретный формат не упоминался.
Машинно-исполняемый юридический код используется гораздо реже. Самым известным примером является проект Hammurabi, попытка переписать часть юридического кодекса Соединенных Штатов таким образом, чтобы законодательство принимало факты на входе и возвращало решения. В проекте Hammurabi в настоящее время основное внимание уделяется аспектам права, которые поддаются такому типу спецификаций, как, например, законы о налогах или иммиграции, хотя в долгосрочной перспективе разработчики планируют включать как можно больше законов.

### Эмпирический анализ
Значительная часть усилий в области вычислительного права сегодня сосредоточена на эмпирическом анализе правовых решений и их отношении к законодательству. При этом обычно используют анализ цитирования, в котором рассматриваются паттерны ссылок на произведения. Из-за широко распространенной практики цитирования в делопроизводстве, можно построить индексы цитирования и сложные графы правового прецедента, называемые сетями цитирования. Сети цитирования позволяют использовать алгоритмы обхода графов для того, чтобы связывать случаи друг с другом, а также использовать различные метрики расстояния для поиска математических отношений между ними. Эти анализы могут выявить важные всеобъемлющие закономерности и тенденции в судопроизводстве и способ использования закона.
Недавние исследования сетей юридического цитирования позволили сделать несколько прорывов в анализе судебных решений. Материалом для анализа послужили цитаты из высказанных мнений большинства членов Верховного суда для создания сетей цитирования. Полученные модели были подвергнуты анализу для выявления метаинформации об индивидуальных решениях, таких как важность решения, а также общие тенденции в судебном разбирательстве, таких как роль прецедента с течением времени. Эти исследования были использованы для прогнозирования, какие из случаев Верховный Суд изберёт для рассмотрения.
Ещё одну попытку предпринял Налоговый суд Соединенных Штатов, составив общедоступную базу данных решений, мнений и цитат Налогового суда за 1990—2008 годы и построив сеть цитирования на основе этой базы данных. Анализ этой сети показал, что большие разделы налогового кодекса редко, если вообще упоминались, и что другие разделы кодекса, в частности, касающиеся «разводов, иждивенцев, некоммерческих организаций, хобби и бизнес-расходов и потерь и общего определения дохода», были задействованы в подавляющем большинстве споров.
Одно исследование было сфокусировано на иерархических сетях в сочетании с сетями цитирования и анализе Кодекса Соединённых Штатов Америки. Это исследование использовалось для анализа различных аспектов Кодекса, в том числе его размера, плотности цитат внутри и между разделами Кодекса, типа языка, используемого в Кодексе, и того, как эти показатели меняются со временем. Это исследование использовалось для представления комментариев о характере изменения Кодекса с течением времени, которое, как оказалось, характеризуется увеличением размера и взаимозависимости между разделами.

### Визуализация
Визуализация правового кодекса и взаимоотношений между различными законами и решениями также является горячей темой в области вычислительного права. Визуализации позволяют как профессионалам, так и обывателям видеть крупномасштабные соотношения и закономерности, которые может быть трудно выделить при помощью стандартного юридического или эмпирического анализа.
Сети правового цитирования поддаются визуализации, и многие сети цитирования, которые анализируются эмпирически, также имеют подсекции сетей, которые в результате отображаемые визуально. Однако в сетевой визуализации еще много технических проблем. Плотность связей между узлами и даже само количество узлов в некоторых случаях может сделать визуализацию не воспринимаемой человеком. Существует множество методов, которые могут быть использованы для уменьшения сложности отображаемой информации, например, путём определения семантических подгрупп внутри сети, а затем представления отношений между этими семантическими группами, а не между отдельными узлами. Это позволяет человеку воспринять визуализацию, но, в то же время, уменьшение сложности может скрыть важные соотношения. Несмотря на подобные ограничения, визуализация сетей юридического цитирования остаётся популярной областью и практикой.

## Примеры инструментов
1. OASIS Legal XML[англ.], UNDESA Akoma Ntoso и CEN Metalex, — стандартизации, созданные юридическими и техническими экспертами для электронного обмена юридическими данными[42].
2. Creative Commons — кастомизированные лицензии в области авторского права для интернет-контента.
3. Legal Analytics — сочетает в себе большие данные, жизненно важные знания и интуитивные инструменты, доставки бизнес-аналитики и решения для бенчмаркинга.
4. Юридические визуализации. Примеры включают карту Каца решения Верховного Суда и Starger’s Opinion Lines[43][44].

## Юридические ресурсы и базы данных в Интернете
1. PACER — онлайн-хранилище судебных решений, который ведётся Федеральной судебной системой США[45].
2. Юридическая библиотека Конгресса[англ.] поддерживает всеобъемлющий онлайн-репозиторий правовой информации, включая законодательство на международном, национальном и государственном уровнях[46].
3. База данных Верховного Суда США представляет собой обширную базу данных, содержащую подробную информацию о решениях, принятых Верховным судом с 1946 года по настоящее время.[47]
4. В United States Reports содержалась подробная информация о каждом решении Верховного суда от 1791 по настоящее время[48].